# Sports Bakka
Sports Bakka (jap. ウッチャンナンチャンの炎のチャレンジャー これができたら100万円!!, U-chan Nan-chan no honō no charenja kore ga dekitara hyaku-man-en!!, dt. „U-chans [und] Nan-chans leidenschaftliche Kandidaten - Wer das schafft, bekommt 1 Million Yen“) ist eine japanische Spielshow, die vom 2. Februar 2002 bis zum 30. September 2003 und ab dem 18. September bis zum 19. Dezember 2008 in Deutschland im DSF, heute Sport1, zu sehen war. In der Sendung müssen die Kandidaten schräge, häufig sportliche Aufgaben meistern, und können dabei 1.000.000 Yen gewinnen.

## Japanische Fassung
Das japanische Original wurde von 17. Oktober 1995 bis 28. März 2000 im japanischen Fernsehen im Kanal TV Asahi gesendet. Für den 2. Januar 2001 wurde als Abschluss noch eine dreistündige Sondersendung produziert, die aber ein Zusammenschnitt alter Folgen war. Die Moderatoren der Sendung sind das japanische Comedyduo U-chan Nan-chan bestehend aus Teruyoshi Uchimura (内村 光良, Uchimura Teruyoshi) und Kiyotaka Nanbara (南原 清隆, Nanbara Kiyotaka). Das Programm wird in der typischen japanischen Form des Variety-Programms (バラエティ番組) präsentiert. Dabei kommentieren die Moderatoren zusammen mit bekannten Studiogästen die Videoclips der einzelnen Aufgaben. Diese treten häufig auch während der Clips als Bild-in-Bild in einer der oberen Ecken in Erscheinung.

## Deutsche Fassung
In der deutschen Fassung wurde die ganze Sendung von zwei Kommentatoren synchronisiert. Zusätzlich wurden Szenen mit Audioaufnahmen einer Frau mit japanischem Akzent namens Kimiko ergänzt. Der eigentliche Ablauf der Sendung blieb aber erhalten. Am Ende jeder Sendung wurde der sogenannte „Bakka des Tages“ gekürt, ein Kandidat der, egal ob erfolgreich oder nicht, einen besonders interessanten, spektakulären oder amüsanten Auftritt geliefert hat.
Im Logo der deutschen Fassung ist ein Fehler. Der offizielle Programmname erscheint dort auf Deutsch in koreanisch anmutender Schrift als auch in japanischen Zeichen. Die japanischen Zeichen für Dummkopf (バカ) sind in der Umschrift aber Sports Baka und nicht Sports Bakka.

## Spiele
Es gab eine große Auswahl an Spielen in diesem Programm, von denen jeder Kandidat aber nur eines gewinnen muss, um die 1 Million Yen zu erhalten. Beliebte Spiele in der Sendung sind:
- Heißer Draht, das Führen eines Metallstabes durch einen teilweise sehr aufwändig gebauten Kurs, in dem man die Metallbegrenzungen nicht berühren darf (電流イライラ棒)
- Springen mit dem Bungeeseil von einer Brücke und Ergreifen eines Balles, der den Fluss hinabtreibt (流れる100万円バンジージャンプキャッチ). Bei verschiedenen Variationen müssen jeweils auf dem Fluss treibende Früchte (Pfirsich und Wassermelone) gespalten, Nudeln gegessen und eine Kerze auf einem treibenden Kuchen aufgestellt werden
- Verschiedene Ausdaueraufgaben, bei denen man beispielsweise eine bestimmte Zeit (meist mehrere Stunden) in einer Pose verharren musste (耐久チャレンジ). Variationen sind hierbei das Stehenbleiben auf einer kleinen Plattform innerhalb eines Zuges, der eine kurvenreiche und holprige 15 km lange Strecke befährt oder auch das Wassertreten für 12 Stunden oder Stehen auf einem Stab für 12 Stunden
- Quizspiele, bei denen 100 Fragen in Folge richtig beantwortet werden mussten, wobei die Fragen aus den Bereichen Kanji, Anime, Film und Themen aus der Schulbildung bestanden (100問)
- Bewältigen von jeweils fünf Aufgaben aus bekannten Martial-Arts-Filmen, Action Filmen oder Animes. Zum Beispiele berühmte Szenen aus Filmen von Jackie Chan, Bruce Lee, aus Matrix und Lupin III (キャラクターになれたら)
- Singen von Karaokeliedern ohne Text und ohne Fehler (カラオケ歌詞を見ず一曲完璧)
- Erklimmen einer ca. zehn Meter langen glitschig-nassen Rutsche mit ansteigendem Anstellwinkel ohne abzugleiten. Teilnehmer sind vornehmlich japanische junge Mädchen (セクシーアイドル限定水上キャッチ)
- Essen von allem was auf einem Förderband (Kaiten-Zushi) angeliefert wird z. B. Sushi oder Eis ohne etwas auszulassen (回転すし一周全部食べ切れたら)
- Seilspringen für zwei Minuten (ハイパーなわとび), oder mit 30 Personen zusammen für eine Minute
- Entkommen aus einem Labyrinth, bevor man von einem verkleideten Gegner gefunden wird (ハイパーなわとび2分跳べたら)
- Tischtennis spielen auf einer unebenen Platte mit mindestens zehn Ballwechseln (凸凹ピンポンラリー10回)

Bei manchen Spielen (z. B. dem Bungeesprung) gibt es die Möglichkeit, den Sprung zu wiederholen, um die Gewinnsumme auf zwei Millionen Yen zu verdoppeln. Außerdem konnten in Sondersendungen z. B. bei erweiterten Versionen des heißen Drahtes drei Millionen Yen erspielt werden.